# SAPICA
SAPICA（サピカ）は、札幌市交通局が2009年1月30日から札幌市営地下鉄に導入した、札幌総合情報センター株式会社が発行するICカード乗車券である。2008年12月5日に同社の登録商標となっている。名称は「サッと取り出して、ピッと利用できるSapporo（さっぽろ）のICカード」から名付けられている。発行枚数は約190万枚（2022年3月末現在）。

「タッチ&ゴー」の動き

## 概要
札幌市は、2008年度のサービス開始を目途に市営交通で利用できるICカード（仮称：STカード）の導入を2006年から検討していたが、2007年11月8日に同市及びジェイ・アール北海道バス、じょうてつ、北海道中央バスのバス事業者3社が共同して「札幌ICカード協議会」を設立し、バスとの共通化を含めたICカード事業を進めることとなった。また、新たに導入するICカードの名称を決定する際の参考とするため、札幌ICカード協議会が選定した8つの名称候補について、2007年11月15日から11月26日までの間で市民意向調査による投票を実施した。
2008年3月27日、札幌ICカード協議会は市民意向調査を参考にICカードの名称を「SAPICA」と決定し、ロゴ及びデザインを発表した。併せて札幌市交通局は2009年1月から札幌市営地下鉄にSAPICAを導入すると発表した。同年11月27日、札幌ICカード協議会は2009年1月30日から札幌市営地下鉄全線でサービスを開始すると発表した。
札幌市の第三セクターであり、S.M.A.P.カードの実験時にも運用を担当した札幌総合情報センター株式会社を発行元とし、同社が発売やチャージ・再発行などを取り扱い、札幌ICカード協議会の加盟各事業者はSAPICAをIC乗車券類として取り扱うという形態をとっている。
発行枚数は2011年3月に20万枚を超えたが、券種によりSAPICAより高いプレミアムをつけている共通ウィズユーカードや、昼間割引カード（昼割）、ドニチカキップなど磁気券の割引施策が充実している事もあって利用率は伸び悩んでいたが、2014年に入り、共通ウィズユーカードの廃止（2014年5月31日販売終了）・バス会社各社がバスカードを廃止してSAPICAに移行していることもあり、発行枚数は順調に伸びている。札幌市交通局ではSAPICA専用の改札機を設けたり、所有者限定のイベントなどを開催するなど普及対策を行っているほか、札幌市でも環境局が主体となってLED照明を札幌市内で購入・設置した世帯にSAPICAを交付する施策を実施している。
ICカード裏面の右下に記載の番号は「SP」から始まる。

## カードシステム
FeliCaを使用したKitacaやSuica、ICOCA、PASMOなどと同じサイバネ規格を採用しているが、ICカードとリーダ・ライタの通信時に使われるFeliCaシステムコード及び暗号鍵にSAPICA独自のものを使用している。これはSuicaと相互利用および片利用可能とするためには東日本旅客鉄道に対してライセンス料を支払い、暗号鍵の割り当てを受ける必要があるためである。
FeliCa仕様のICカードは、リーダ・ライタとの通信時にシステムコードが一致するカードのみレスポンスを返す仕様となっている。そのため、Suicaと同一のシステムコードを採用するカードは、自動改札機へSuica系ICカードとしてレスポンスを返しているため、暗号鍵が一致すれば同一仕様のICカードとして認識される。SAPICAはシステムコードに独自コードを採用しており、システムコード不一致でレスポンスを返さないため、Suica系カードの2枚重ね（SuicaとPASMOなど）で起こる同時タッチエラーはSAPICAとSuica系ICカードでは発生しないようになっていた。
Kitaca・Suica等での利用を可能にするため、2013年4月11日より順次改札機をKitaca・Suica等にも対応させる改修工事を実施。改修後は2枚重ねで利用できなくなった。

## カード種別
SAPICAは、以下の4種類を発行している。
チャージ上限は最高20,000円。共通ウィズユーカードや、別のICカードからはチャージできない。
カード残額の利用履歴はSAPICA対応自動券売機で表示・印字できる。また、導入当初は、記名SAPICAやSAPICA定期券はSAPICA公式サイトでも確認できたが、情報セキュリティ保護の観点から2012年3月にサービスを休止し、そのまま2012年10月に終了した。

### 無記名SAPICA
- 大人用のみ。
- 汎用タイプのカード。紛失時の再発行はできない。
- 地下鉄のSAPICA対応自動券売機又は定期券発売所で購入可能。
- 発売額はデポジット（乗車料金に使用不可。解約時に返金）500円とチャージ1,500円の合計2,000円。

### 記名SAPICA
- 無記名SAPICAの表面下部に氏名を記載したカード。紛失時の再発行が可能。
- 大人用はSAPICA対応自動券売機や定期券発売所で、こども用は駅の窓口や定期券発売所で購入可能。
- 購入時に氏名・生年月日・性別・電話番号の登録が必要。
- こども用は1人1枚のみ発売で、有効期限がある（12歳の誕生日の前日以降の最初の3月31日まで）。購入には健康保険証等の公的証明書が必要。
- 発売額はデポジット（乗車料金に使用不可。解約時に返金）500円とチャージ1,500円の合計2,000円。
- 発行枚数は発行枚数全体（約75万枚）のおよそ6割にあたる約48万枚となっている（2014年7月末現在）[11]。

### SAPICA定期券
- 記名SAPICAに定期券機能を追加したカード。基本的に記名SAPICAと同様のサービスとなる。
- 発売額はデポジット500円と定期料金（継続購入時は定期料金のみ）。また、地下鉄のみの磁気定期券を所持している場合は、有効期限の途中であっても、デポジット500円を支払う事で有効期間を引き継いだSAPICA定期券への移し替えが可能。
- 通学定期券の新規購入時は定期券発売所のみの取り扱いになるが、通勤定期券の新規購入時と通学・通勤定期券の継続購入時はSAPICA対応自動券売機でも購入可能。
- 札幌市が定める札幌市ICカード乗車券取扱規程により、普通定期料金（通勤・通学）および三角定期料金を適用する定期券のみが発売され、特殊定期料金（福祉割引）および全線定期料金を適用する定期券は発売されない。
- 北海道中央バスでは、SAPICA定期券発行開始日以降、自社線完結かつSAPICA利用区間で完結する定期券についてはSAPICAでのみ発行する[12]。
- ジェイ・アール北海道バスでは2020年3月1日以降、札幌地区での定期券はSAPICAでのみ発行する[13]。SAPICAエリア外（深名線）はこれの対象外。

### クレジットカード一体型SAPICA
- 2011年4月22日より、北洋銀行が提携カード「clover SAPICA」を発行している[14][15][16]。
- また、定期券機能を裏面に追加することもできる。

## 利用可能な事業者・路線
以下の路線で、乗車券および定期券としての利用が可能（高速バスの一部は定期券利用不可）。共同運行・共通乗車券取扱路線は自社運行便のみ利用可能。
- 札幌市交通局（札幌市営地下鉄）全線
- 札幌市交通事業振興公社（路面電車）全線
- バス事業者
  - 北海道中央バス
    - 一般路線：札幌市・石狩市・江別市・北広島市・千歳市・小樽市で運行する各市内線、および左記の自治体間・余市地区を運行する郊外路線（平岡・西岡・白石・札幌東・新川・札幌北・石狩・大曲・千歳・江別・真栄・おたもい・余市の各営業所担当系統）
    - 高速バス：高速おたる号、高速よいち号、高速いわない号、高速しゃこたん号、高速ニセコ号、高速とまこまい号、高速むろらん号、高速ふらの号、高速いわみざわ号、高速みかさ号、高速くりやま号、高速ゆうばり号、高速たきかわ号、高速るもい号、新千歳空港連絡バス

  - ジェイ・アール北海道バス
    - 一般路線：札幌市・小樽市・江別市・北広島市・南幌町・長沼町・日高方面で運行する全線、および左記の自治体間を運行する郊外路線（札樽線、琴似エリア、空知線、長沼線、日勝線の各系統）
    - 高速バス：高速おたる号、高速えりも号、高速ひろおサンタ号、特急とまも号

  - じょうてつ
    - 一般路線：札幌市内全線

### Kitacaエリア等での利用について

相互利用関係（クリックで拡大）

2013年6月22日より札幌市電・バスへのSAPICA導入とあわせて、Kitaca・Suicaおよび相互利用可能な他のICカード乗車券（TOICA・ICOCA・SUGOCA・PASMO・manaca・PiTaPa・nimoca・はやかけん）でも地下鉄・市電・バスで片利用扱いを開始した（電子マネーは対象外）。しかし広島地区のPASPYなどと同様、交通系ICカード全国相互利用サービスに参加していないため、片利用であり、SAPICAを他のICカードのエリア（JR北海道など）で利用することは引き続きできない。
なお、SAPICAをJR北海道で利用可能にするための協議は継続して行われているが、SAPICAとKitaca・Suica等との完全相互利用化及び電子マネー機能の完全相互利用、およびこれに伴う交通系ICカード全国相互利用サービスへの参加については具体化していない。札幌市ではICカードによる割引サービスのほか、将来的に図書の貸し出しといった公共サービス機能の導入を検討している。相互利用時の割引サービスの有無については、ICOCA（原則割引なし）とPiTaPa（導入各社ごとに多数の割引がある）の相互利用などで同様の事例があり、公共サービス機能についてもFeliCaのマルチアプリケーション機能の一つとして利用可能なため、システム側の改修により対応させることは可能である。
なおJR東日本・JR西日本などでは、SAPICAエリアを「札幌Suicaエリア」という名称で案内している。

## サービス・機能

### オートチャージサービス
オートチャージを設定した記名SAPICAやSAPICA定期券を使用した場合、カード残額が設定した金額（1,000円から5,000円までの1,000円単位）を下回っていると、事前に登録したクレジットカードから設定された金額（1,000円から3,000円までの1,000円単位）が自動的にチャージされる。オートチャージが行われるタイミングは地下鉄が自動改札機での入場時、市電・バスは降車時に運賃引き去りと同時に行われる。
オートチャージサービスの利用限度額は1日あたり3,000円、1ヶ月あたり30,000円で、これらを超えての利用はできない。
登録できるクレジットカードは、JCB、VISA、MasterCard、American Express及びその提携カード（地元カード会社のニッセンレンエスコートなど）で登録ができる。また1枚のクレジットカードで家族5人までの登録が可能である（いずれも、高校生を除く18歳以上に限る）。

### SAPICAポイント
SAPICAでは、従来の共通ウィズユーカードに付与されていたプレミアム（1,000円から5,000円までは10%、10,000円は15%）がなくなり、その代替として「SAPICAポイント」が導入された。ポイントの付与、および利用は以下の通り。
- 地下鉄ではSAPICAで自動改札機を通過して出場時にチャージ残額から運賃を引き去った場合、自動券売機で乗車券をSAPICAで購入した場合、自動精算機で乗り越し精算をSAPICAで行った場合に、市電・バスでは降車時にチャージ残額から運賃を引き去った場合に2022年9月30日までは利用金額の10%、2022年10月1日より利用金額の3%[19]（小数点以下切捨）がSAPICAポイントとして付与される。チャージ時およびポイントでの減算時には、SAPICAポイントが付与されない。
- 地下鉄ではSAPICAで自動改札機を利用して出場する際、市電・バスでは降車時の運賃引き去り時にSAPICAポイントが乗車区間の料金を上回る場合は1ポイント=1円に換算してSAPICAポイントから減算される。SAPICAポイントが乗車区間の料金を下回る場合は、チャージ残額より減算。
- 電子マネー利用時はセイコーマート（札幌市内店舗）及びサツドラ・北海道くらし百貨店のみポイントが付与される[20]。支払い一回ごとに支払い総額の0.5%相当（200円につき1ポイント）を付与。ただし、1ポイント未満の場合は付与されない。また2019年10月から2020年6月に実施される「キャッシュレス・消費者還元事業」の対象ポイントとなっており、対象の事業者について当該期間中はSAPICAでの支払いに2%ないし5%のポイントが付与される（セイコーマートは「支払額を2%引きしたうえで、(従来通りの)0.5%のポイント付与」となる）[21]。
- SAPICAポイントを電子マネーとして利用することはできない。

### SAPICA電子マネー
2011年3月18日に電子マネーサービスが開始された。また、SAPICAへ電子マネー機能を付加することにあたり、2010年3月に北洋銀行と提携した。
電子マネーが利用可能な店舗・施設は主に札幌市内を中心として拡大しており、札幌市役所や各区役所のほか札幌市円山動物園の入園料にも利用可能。地下鉄駅構内の売店及び清涼飲料水の自動販売機にも一部対応したほか、自動証明写真機にも対応している。このほか、札幌市以外でも利用可能な店舗が増えており、交通系IC乗車券としての利用はできないものの電子マネーのみ利用可能なところもある。2018年4月にはサッポロドラッグストアーの北海道外（東京都・京都府・福岡県・沖縄県。このうち東京都と京都府は2020年までに撤退。）も含めた全店舗でSAPICAを利用できるようになった。これが道外の店舗でSAPICAが利用できる初の事例となっている。
上記の通り電子マネー利用ではセイコーマート・サツドラグループを除きSAPICAポイントは付与されないが、さっぽろ地下街で電子マネーを利用した場合は「さっぽろ地下街POINT CLUB」のポイントが付与される。

### まちのわ
札幌市が2011年10月17日より導入した地域ポイント制度。札幌市民が指定のボランティア活動やイベントなどに参加、来場するとSAPICAカードにポイントが付与され、ドニチカキップや市指定ごみ袋などと交換できる。SAPICAポイント、SAPICA電子マネーとの互換性はない。利用者の伸び悩みなどから2018年1月で終了。

### 図書貸出券機能
記名サピカには2014年8月20日から札幌市中央図書館など札幌市内約40カ所の図書館の貸出券機能が加わる。

## その他
- 札幌市営地下鉄に乗車する際は、カード残額が10円未満の場合は改札を入場できない（定期券の区間内の場合はこの限りではない）[24]。これは、共通ウィズユーカードの取り扱い（初乗り運賃未満の残額だと入場できない）とは異なっている。
- 札幌市交通局の通勤定期券（磁気券）は記名人以外でも利用可能な持参人式を採用しているが、札幌総合情報センターが定めるSAPICA取扱規則で記名SAPICAを記名人以外の者が使用することを禁止しているため、SAPICA定期券は記名人のみ使用可能となる。

## 歴史
- 2006年4月27日 - STカード（仮称）の2008年度内導入に向けた検討を開始[2]。
- 2007年
  - 11月8日 - 「札幌ICカード協議会」を設立。
  - 11月15日〜11月26日 - 市民意向調査で名称候補の投票を実施[3]。
- 2008年
  - 3月27日 - 概要を発表。名称は「SAPICA」となる[4]。
  - 11月20日 - モニター試験開始。
- 2009年
  - 1月12日 - モニター試験終了。
  - 1月30日 - 札幌市営地下鉄全線でサービス開始。
  - 3月22日 - 定期券発売機能がある緑色の券売機で、通勤SAPICA定期券が新規購入可能となる[25]。
  - 6月11日 - 発売枚数が10万枚を突破[26]。
  - 12月4日 - SAPICA専用改札機を順次導入。
- 2011年
  - 2月3日 - 発売枚数が20万枚を突破。
  - 3月18日 - 電子マネーサービス開始。
  - 4月22日 - 初のクレジットカード一体型SAPICAとなる、cloverSAPICAを発行開始。
  - 8月25日 - 市役所税の証明窓口、各区役所（戸籍住民課）、各市税事務所（納税課）において、SAPICA電子マネーサービスの利用開始[27]。
  - 11月28日 - 札幌市内のセイコーマートで利用可能開始[20]。
- 2012年
  - 4月1日 - 地下鉄大通駅構内のセブン-イレブン2店舗で利用開始[28]。
  - 12月1日 - さっぽろ地下街で利用開始[29]。
- 2013年
  - 6月22日 - 市電、中央バス、ジェイ・アール北海道バス、じょうてつで乗車券サービスを開始。あわせてKitaca・Suica等での片利用も開始。
  - 7月3日 - さっぽろ駅・大通駅・すすきの駅構内のキヨスク5店舗で利用開始。
- 2014年
  - 2月20日 - バス・市電における定期券サービス、および福祉割引SAPICAのサービスを開始[30]。
  - 5月20日 - 北海道中央バスにおける利用エリアを拡大[31]。
  - 8月20日 - 記名サピカに札幌市内約40カ所の図書館の貸出券機能が加わる[11]
- 2015年
  - 3月23日 - サピカ運用枚数が100万枚に達する[32]。
- 2016年
  - 1月7日 - 一定条件下でバス・市電から地下鉄に乗り継ぐ際、本来適用されるべき乗継割引が適用されず、運賃を過剰に収受していたことが発表された。この事象はバス・市電でのカード取扱を開始した2013年6月22日から、システムが改修される2015年12月25日までの約2年半に渡り発生しており、2,965人が影響を受けた[33][34]。対象のICカードについては同年2月18日から返金を実施。
- 2017年
  - 8月24日 - ニッセンレンエスコートがマルチ決済サービスの提供開始[35]。
- 2018年
  - 4月9日 - サッポロドラッグストアーが運営するサツドラ及び北海道くらし百貨店で利用開始[36]。
- 2022年
  - 6月1日 - ジェイ・アール北海道バス日勝線で乗車券サービスを開始[37]。
  - 10月1日 - 地下鉄、市電、バスで付与されるSAPICAポイントの付与率が10%から3%に変更[19]。